# Духановский сельский совет (Конотопский район)
Духановский сельский совет (укр. Духанівська сільська рада) — входит в состав
Конотопского района
Сумской области
Украины.
Административный центр сельского совета находится в 
с. Духановка
.

## Населённые пункты совета
- с. Духановка
- с. Анютино
- с. Бережное